# Château Rabaud-Promis

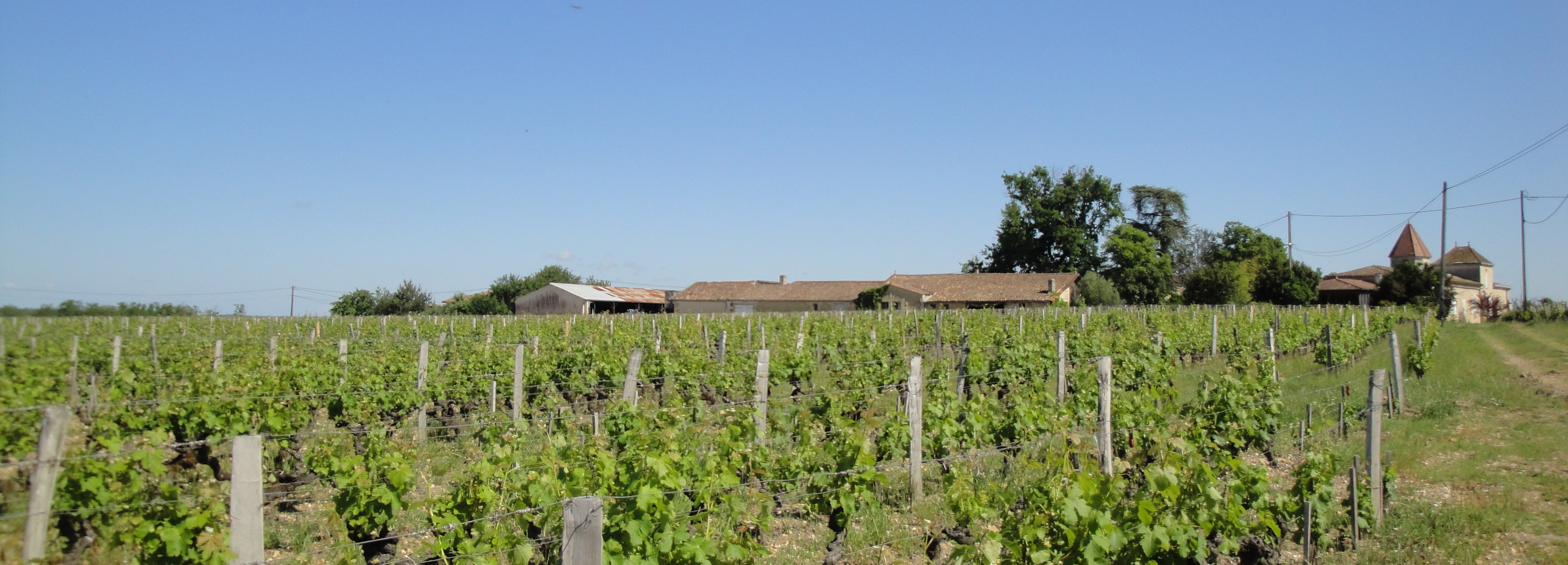
Château Rabaud-Promis

Das Weingut Château Rabaud-Promis  liegt in der Gemeinde Bommes, einem Teil der Appellation d’Origine Contrôlée Sauternes in der Weinbauregion Bordeaux. Bei der Bordeauxwein-Klassifizierung von 1855 wurde es als „Premier Cru Classé“ klassifiziert. Das Gut verfügt über 40 Hektar Fläche, von denen 33 Hektar dem Weinbau gewidmet sind. Die Rebflächen liegen nur unweit vom ehemaligen Schwestergut Château Sigalas-Rabaud sowie von Château de Rayne-Vigneau entfernt.
Die Rebsorte Sémillon stellt mit einer bestockten Fläche von 80 Prozent den größten Anteil. Daneben werden noch 18 % Sauvignon Blanc beigemischt. Die restlichen 2 % entfallen auf die Rebsorte Muscadelle. Das durchschnittliche Alter der Reben liegt bei hohen 35–40 Jahren und der Durchschnittsertrag liegt bei 13 Hektoliter/Hektar. Die Lese erfolgt per Hand in mehreren Lesegängen, um die edelfaulen Beeren zu selektionieren. Nachdem der werdende Wein durch die Alkoholische Gärung im Holzfass einen Alkoholgehalt von 13–14 Prozent erreicht, wird er in Edelstahltanks umgepumpt und während 4–5 Tagen auf 7 °C heruntergekühlt und stabilisiert. Der Wein reift nach der Schwefelung 18–24 Monate in Barriques, die jährlich erneuert werden. Vom Grand Vin werden jährlich fast 60.000 Flaschen abgefüllt.

## Geschichte
Die Geschichte des Guts lässt sich bis in das Jahr 1660 zurückverfolgen, als die Familie Cazeau durch die Hochzeit von Arnaud de Cazeau mit Marie Peyronne de Rabaud in den Besitz des damaligen Château Rabaud kam.
Nachdem die Familie de Cazeau das Weingut mehr als 150 Jahre innegehabt hatte, verkaufte Pierre-Hubert de Cazeau im Jahr 1819 den Besitz an Gabriel Deyme. Die Weine hatten in der Folge einen guten Ruf, und folgerichtig wurde das Gut anlässlich der Weltausstellung im Jahr 1855 in den Rang eines Premier Cru Classé eingestuft.
Im Jahr 1864 verkaufte Deyme sein Gut an Henri Drouilhet de Sigalas. Henri kaufte in der Folge noch das ehemalige Château Pexoto auf und integrierte die Flächen dieses Deuxième Cru Classé (ein zweites Gewächs) in Château Rabaud, ohne seinen Status als Premier Cru Classé zu verlieren.
Sein Sohn trennte sich jedoch im Jahr 1903 von einem Teil des Anwesens und verkaufte ihn an Adrien Promis, der den angekauften Anteil Château Rabaud-Promis nannte. Der verbleibende Anteil der Familie Sigalas erhielt den Namen Château Sigalas-Rabaud.